# Awrora Gasdanowa

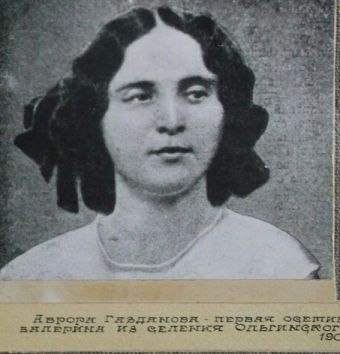
Awrora Gasdanowa vor 1910

Awrora (Alokka) Danilowna Gasdanow (russisch Аврора Даниловна Газданова; ossetisch Алоккæ Alokkæ, französisch auch Aurore Gazdanoff; * 26. November 1894 in Wladikawkas; † 6. März 1927 in Paris) war die erste professionelle ossetische Ballerina und Cousine des russischen Schriftstellers und Journalisten Gaito Gasdanow. Ihr früher Tod wird in Gasdanows Erzählung Hawaiigitarren aufgegriffen.

## Leben
Awrora wurde als Tochter des Notars Danil Gasdanow und seiner Ehefrau Olga Zagowa in Wladikawkas geboren. Sie absolvierte die Moskauer Choreografieschule und tanzte am Bolschoi-Theater, unter anderem mit Alexander Gorski. Nach der Russischen Revolution trat sie in Konstantinopel auf, wo sie ihrem Cousin Gaito half, in ein russisches Gymnasium aufgenommen zu werden, um sein Abitur abzuschließen. Später lebte sie in Paris, wo sie 1927 verstarb.